# Флинн, Джон (режиссёр)
Джо́н Фли́нн (англ. John Flynn) (24 марта 1932, Чикаго, штат Иллинойс — 4 апреля 2007, Лос-Анджелес, штат Калифорния) — американский кинорежиссёр, известный своими криминальными триллерами.

## Жизнь и карьера
Джон родился 14 марта 1932 года в Чикаго (штат Иллинойс, США), а вырос в Хермоса-Бич (штат Калифорния, США). Он служил в береговой охране, где изучал журналистику вместе с автором книги «Корни» Алексом Хейли. Получил диплом журналиста в Калифорнийском университете в Лос-Анджелесе.
Джон начал свою карьеру в кинематографе как стажёр у режиссёра Роберта Уайза на съёмках фильма «Ставки на завтра» (1959) и был руководителем сценария к фильму «Вестсайдская история» (1961). Затем он работал вторым режиссёром в таких картинах как «Кид Галахад» (1962), «Двое на качелях» (1962) и «Большой побег» (1963). Как режиссёр Флинн дебютировал с невразумительного фильма «Сержант» (1968). Следующей такой же невнятной работой, которую мало кто видел, стала картина «The Jerusalem File» (1972). Первого коммерческого успеха он достиг, сняв смелую картину «The Outfit» (1973). Но своей самой большой бессмертной культовой популярности он достиг после удивительно жёсткого и мощного триллера о мести «Раскаты грома» (1977). Его последующие работы также были хороши, среди которых захватывающий городской опус «Defiance» (1980), потрясающий «Бестселлер» (1987), тюремная драма с Сильвестром Сталлоне «Взаперти» (1989), боевик со Стивеном Сигалом «Во имя справедливости» (1991) и стильный фильм ужасов о виртуальной реальности «Сканирование мозга» (1994).
В начале 1990-х он снял два фильма на телевидении: забавный полицейский фильм с Деннисом Хоппером «Гарри по прозвищу Гвоздь» (1992) и приятную криминальную драму «Мошенничество» (1993). Его последним фильмом стал бандитский триллер «Защита», который вышел сразу на видео.
Джон Флинн умер в 75 лет 4 апреля 2007 года. Его фильмы отличают напряжённые сюжеты, твёрдый, сугубо деловой тон, аккуратный, упрощённый и очень экономичный стиль съёмок.

## Фильмография
| Год  |    | Русское название               | Оригинальное название     | Роль                |
| ---- | -- | ------------------------------ | ------------------------- | ------------------- |
| 1968 | ф  | Сержант                        | The Sergeant              | режиссёр            |
| 1972 | ф  | Иерусалимский файл             | The Jerusalem File        | режиссёр            |
| 1973 | ф  | Команда                        | The Outfit                | режиссёр, сценарист |
| 1977 | ф  | Раскаты грома                  | Rolling Thunder           | режиссёр            |
| 1980 | ф  | Неповиновение                  | Defiance                  | режиссёр            |
| 1980 | тф | Мэрилин: Нерасказанная история | Marilyn: The Untold Story | режиссёр            |
| 1983 | тф | Одинокая звезда                | Lone Star                 | режиссёр, сценарист |
| 1987 | ф  | Бестселлер                     | Best Seller               | режиссёр            |
| 1989 | ф  | Взаперти                       | Lock Up                   | режиссёр            |
| 1991 | ф  | Во имя справедливости          | Out for Justice           | режиссёр            |
| 1992 | тф | Гарри по прозвищу Гвоздь       | Nails                     | режиссёр            |
| 1993 | тф | Мошенничество                  | Scam                      | режиссёр            |
| 1994 | ф  | Сканирование мозга             | Brainscan                 | режиссёр            |
| 1999 | тф | Зло                            | Absence of the Good       | режиссёр            |
| 2001 | ф  | Защита                         | Protection                | режиссёр            |

## Интересные факты
- Был членом «Американской Академии кинематографических искусств и наук» (режиссёрская гильдия).